# Critoxena
Critoxena là một chi bướm đêm thuộc họ Blastobasidae.